# 王晓明 (1960年)
王晓明（1960年3月—2018年5月21日），男，中华人民共和国官员，中国共产党党员，曾任北京市地方税务局局长、北京市人民政府副秘书长（正局级）。王晓明19岁时参加工作，据报道其有硕士研究生学历。2018年5月21日，王晓明在北京市人民政府副秘书长任上坠楼身亡，公安局已排除刑事嫌疑，据称王晓明生前长期患有抑郁症。

## 生平
王晓明1979年9月参加工作，1982年12月成为中国共产党党员。早年工作经历不详。
2008年11月，王晓明接替王纪平出任北京市地方税务局局长，此前他担任北京市人民政府副秘书长。2012年7月，王晓明当选中国共产党北京市第十一届委员会候补委员，排名第十四。此前，他被提名为北京市出席中共十八大代表候选人，但未能当选。2013年4月30日，《北京日报》公布，王晓明已不再担任北京市地方税务局局长、党组副书记，改任北京市人民政府副秘书长（正局级）。2016年11月，王晓明递补为中共北京市委委员。
2018年5月22日，《北京日报》称，当日凌晨记者自北京市公安局得到消息，市政府副秘书长王晓明于21日午12时左右坠楼身亡，此前他刚刚参加了一场会议。据报道，公安部门勘查、走访后，已排除刑事嫌疑。据医院记录和家属反映，王晓明生前长期患有抑郁症。